# Rally d'Alsazia 2011
Il Rally d'Alsazia 2011, valevole quale Rally di Francia 2011, è stata l'undicesima prova del campionato del mondo rally 2011 e la seconda edizione del Rally d'Alsazia. Il rally si è disputato dal 30 settembre e si è concluso il 2 ottobre; la città di partenza del rally è stata Strasburgo, il capoluogo della regione dell'Alsazia, in Francia. Questo rally è stato anche il settimo turno del campionato mondiale rally Super2000, ed è valso come quinto rally stagionale del WRC Academy.

## La gara
Sébastien Ogier ha vinto il suo quinto rally della stagione, dopo aver preso la leadership della gara durante la seconda giornata ed aver battagliato a lungo e con flebili margini di vantaggio con lo spagnolo a bordo della Mini, Dani Sordo, ed il norvegese alla guida della Citroën, Petter Solberg. Questa vittoria porta il pilota francese a sole tre lunghezze di distacco dal suo compagno di squadra Loeb che conduce la classifica mondiale, nonostante il forzato ritiro a causa del guasto al motore occorso alla sua Citroën DS3 WRC durante la terza prova speciale. Dani Sordo ha invece concluso il rally al secondo posto assoluto e questo piazzamento corrisponde al suo migliore della stagione in corso, perfezionando il terzo posto conquistato in Germania; sul terzo gradino del podio, prima delle analisi tecniche, è terminato Petter Solberg, distanziato di un minuto e ventiquattro secondi dal vincitore.
Solberg è stato però squalificato e quindi escluso dalla classifica generale dopo che la sua vettura è risultata con un peso pari a 1196 kg, contro il limite minimo fissato dal regolamento a 1200 kg; in questo modo il finlandese Mikko Hirvonen è salito sul gradino più basso del podio guadagnando altri tre punti che gli permettono di agguantare a pari quota Sébastien Loeb in classifica generale. Jari-Matti Latvala ha terminato il suo rally in quarta posizione, precedendo l'olandese Dennis Kuipers, che ha raggiunto il miglior risultato della storia del WRC per un pilota dei Paesi Bassi.
Ott Tänak ha vinto per la terza volta quest'anno nella categoria SWRC e in classifica generale, con una sola prova ancora da disputare, ha avvicinato il primato del finlandese Juho Hänninen, che in questo rally ha chiuso solamente in quinta posizione; Alastair Fisher nel WRC Academy si è imposto per la prima volta in questa stagione con quaranta secondi di margine sull'avversario spagnolo. Sempre nel WRC Academy l'italiano Andrea Crugnola è incappato in un incidente durante la terza speciale dopo essersi ben comportato nelle due precedenti e, dopo aver accumulato i minuti di penalità, ha gareggiato nella nona, decima ed undicesima speciale, prima di ritirarsi definitivamente durante la dodicesima.
In questa prova del mondiale è stata provata per la prima volta una copertura massiccia in live streaming, della durata di quattordici ore, con le riprese on-board delle vetture, della webcam dall'elicottero che ha mostrato immagini spettacolari ed un commento in diretta in lingua inglese o francese; oltre alla diretta del rally è stato possibile vedere le interviste ai piloti e la conferenza stampa a fine di ognuna delle tre frazioni. Il promoter del WRC, North One Sport, in collaborazione con la società Streamworks, specializzata nel settore, ha voluto inaugurare questo nuovo progetto che spera di portare avanti anche nelle prossime occasioni, al fine di instaurare un miglior collegamento digitale con i tifosi.

## Resoconto WRC
La prima e la seconda speciale del rally d'Alsazia 2011 vengono vinte in successione dai piloti di casa del Citroën World Rally Team, Loeb e Ogier, che mettono in fila tutti i favoriti che, ad eccezione dei piloti Henning Solberg e Matthew Wilson restano a pochissimi secondi di distacco. La terza speciale, della lunghezza di 36 km, pone una svolta decisiva al rally mettendo in difficoltà molti piloti, anche di una certa caratura; la vettura di Sébastien Loeb dopo aver percorso il primo tratto della speciale senza alcun problema, cala nettamente di potenza e costringe il pilota francese ad abbandonare definitivamente il rally di Francia ed incassare un pesante zero in classifica generale. Anche i piloti del Ford World Rally Team sono vittima di due uscite di strada molto pericolose ma che permettono ad entrambi di continuare il rally seppur con ritardi di quasi due minuti; il finlandese Kimi Räikkönen invece finisce fuori strada e per lui non è più possibile continuare il rally. Nella quarta, quinta e sesta speciale entra a condurre la classifica provvisoria Sébastien Ogier che precede Petter Solberg e Dani Sordo, entrambi distanti meno di dieci secondi, poi nella settima prova Petter Solberg fa segnare il miglior crono e scavalca il francese che termina con un parziale di 7.6 secondi più lento. Durante il settimo tratto del rally Mads Østberg decide di fermarsi e scendere dalla vettura per controllare lo stato di una delle due ruote posteriori, probabilmente danneggiata; dopo aver controllato decide però di ripartire. L'ultima speciale della prima giornata di gare è l'ottava e viene vinta dallo spagnolo Dani Sordo che nel frattempo si installa in prima posizione provvisoria con un vantaggio di un secondo su Petter Solberg e 2.8 secondi su Ogier; anche i finlandesi Latvala e Hirvonen recuperano alcune posizioni in classifica e terminano il primo giorno in quinta e sesta posizione.
Il 1º ottobre si apre con la vittoria di Ogier mentre Petter Solberg è il più rapido nella seconda speciale, decima complessiva, e supera tutti in classifica; durante la prova speciale seguente il norvegese è però sfortunato ad incorrere in una foratura alla ruota anteriore destra che lo costringe a rallentare, accumulando un ritardo di quaranta secondi. Nel frattempo Kris Meeke continua ad occupare la quarta posizione e Armindo Araújo dopo essere stato a lungo al settimo posto è costretto a cedere due posizioni. L'undicesima speciale, della lunghezza di 22 km, è dominata da Sébastien Ogier che rifila cospicui distacchi agli avversari, la prova successiva vede invece il sorpasso di Latvala su Meeke in classifica generale ed il crollo di Mads Østberg che perde ben quattro posizioni a causa di un grave errore; anche il russo Novikov è autore di un incidente infatti termina violentemente contro dei piloni che delimitano una chicane artificiale. Nella tredicesima speciale Ogier sale in testa alla classifica provvisoria invece Kris Meeke deve dire addio ad un buon piazzamento in questo rally dato che rovina malamente la sua vettura dopo essere finito contro degli alberi all'esterno di una curva. Nelle quattro successive speciali, che portano alla fine della seconda giornata di gare, la situazione non cambia drasticamente nelle prime posizioni e il francese alla guida della Citroën gestisce un vantaggio di dieci secondi su Sordo e di cinquantadue secondi su Solberg.
La prima prova speciale della terza frazione del rally è la numero diciotto ed è vinta dal finlandese Latvala che si impone, nonostante la brevità, con alcuni secondi di vantaggio sull'olandese Kuipers; per Armindo Araújo termina il rally a causa di un incidente nella parte iniziale, dopo aver recuperato quasi fino alla sesta posizione generale. Mentre Latvala si avvicina costantemente al terzo posto occupato da Petter Solberg, la rimonta di Dani Sordo è assai complicata, dato che anche nella seconda prova di giornata riesce a recuperare solamente un secondo e mezzo su Ogier; in questa speciale Petter Solberg è fortunato ad uscire indenne, ed in breve tempo, da un urto con una pianta, avvenuto per aver sterzato nella direzione opposta datagli dal co-pilota. Nella ventesima e ventunesima prova speciale Latvala fa segnare il miglior tempo, Sordo non riesce a recuperare il divario che lo separa dalla vetta della classifica e nel resto delle posizioni di testa non si registrano cambiamenti. Prima dell'avvio della penultima speciale viene attuato il gioco di squadra fra i due piloti del Ford World Rally Team, infatti Jari-Matti Latvala, classificato fino a quel momento al quarto posto e davanti a Mikko Hirvonen, si presenta due minuti in anticipo al controllo dei tempi e gli viene così accreditata un'eguale penalizzazione nel crono complessivo, allo scopo di farsi sfilare dal suo compagno di squadra. Nella power stage conclusiva, della lunghezza di 4.20 km, vengono come da regolamento assegnati dei punti mondiali; Latvala in questa occasione non fa sconti a nessuno e va a vincere la speciale aggiudicandosi i tre punti, lo spagnolo Dani Sordo giunge in seconda posizione mentre per pochi millesimi di secondo Sébastien Ogier precede Mikko Hirvonen conquistando un punto ed il rally, con un vantaggio di 6.3 secondi.
Poche ore dopo la fine del rally le verifiche di peso effettuate su tutte le vetture hanno rilevato un'incongruenza sul veicolo guidato da Petter Solberg, classificato al terzo posto generale; la sua Citroën DS3 WRC è stata pesata per tre volte ma è sempre risultata pari a 1196 kg, ovvero quattro chilogrammi inferiore al peso minimo consentito dal regolamento. Non essendoci state giustificazioni da parte dei meccanici del team, è scattata la squalifica per il pilota norvegese che ha fatto salire di una posizione tutti i piloti classificati alle sue spalle; il primo a giovarsi di questa situazione è stato senz'altro il finlandese Hirvonen che acquisendo altri tre punti mondiali raggiunge a quota 196 Sébastien Loeb.

## Risultati

### Classifica
| Pos         | Pilota              | Co-pilota           | Auto                       | Tempo     | Distacco | Punti    |
| Generale    | Generale            | Generale            | Generale                   | Generale  | Generale | Generale |
| ----------- | ------------------- | ------------------- | -------------------------- | --------- | -------- | -------- |
| 1.          | Sébastien Ogier     | Julien Ingrassia    | Citroën DS3 WRC            | 3:06:20.4 | 0.0      | 26       |
| 2.          | Dani Sordo          | Carlos del Barrio   | Mini John Cooper Works WRC | 3:06:26.7 | 6.3      | 20       |
| 3.          | Mikko Hirvonen      | Jarmo Lehtinen      | Ford Fiesta RS WRC         | 3:09:47.0 | 3:26.6   | 15       |
| 4.          | Jari-Matti Latvala  | Miikka Anttila      | Ford Fiesta RS WRC         | 3:09:50.7 | 3:30.3   | 15       |
| 5.          | Dennis Kuipers      | Frédéric Miclotte   | Ford Fiesta RS WRC         | 3:13:02.4 | 6:42.0   | 10       |
| 6.          | Henning Solberg     | Ilka Minor          | Ford Fiesta RS WRC         | 3:13:28.7 | 7:08.3   | 8        |
| 7.          | Mads Østberg        | Jonas Andersson     | Ford Fiesta RS WRC         | 3:14:18.7 | 7:58.3   | 6        |
| 8.          | Ken Block           | Alex Gelsomino      | Ford Fiesta RS WRC         | 3:14:45.9 | 8:25.5   | 4        |
| 9.          | Pierre Campana      | Sabrina De Castelli | Mini John Cooper Works WRC | 3:14:59.1 | 8:38.7   | 2        |
| 10.         | Matthew Wilson      | Scott Martin        | Ford Fiesta RS WRC         | 3:16:21.2 | 10:00.8  | 1        |
| SWRC        |                     |                     |                            |           |          |          |
| 1. (11.)    | Ott Tänak           | Kuldar Sikk         | Ford Fiesta S2000          | 3:17:52.1 | 0.0      | 25       |
| 2. (13.)    | Eyvind Brynildsen   | Timo Alanne         | Škoda Fabia S2000          | 3:20:25.8 | 2:33.7   | 18       |
| 3. (14.)    | Martin Prokop       | Jan Tománek         | Ford Fiesta S2000          | 3:20:32.8 | 2:40.7   | 15       |
| 4. (15.)    | Bernando Sousa      | Paulo Babo          | Ford Fiesta S2000          | 3:22:27.0 | 4:34.9   | 12       |
| 5. (26.)    | Juho Hänninen       | Mikko Markkula      | Škoda Fabia S2000          | 3:49:21.6 | 31:29.5  | 10       |
| 6. (27.)    | Julien Maurin       | Olivier Ural        | Ford Fiesta S2000          | 3:49:26.1 | 31:34.0  | 8        |
| WRC Academy |                     |                     |                            |           |          |          |
| 1.          | Alastair Fisher     | Daniel Barritt      | Ford Fiesta R2             | 3:06:01.5 | 0.0      | 28       |
| 2.          | José Antonio Suárez | Cándido Carrera     | Ford Fiesta R2             | 3:06:42.0 | 40.5     | 19       |
| 3.          | Yeray Lemes         | Rogelio Peñate      | Ford Fiesta R2             | 3:10:29.2 | 4:27.7   | 21       |
| 4.          | Sepp Wiegand        | Claudia Harloff     | Ford Fiesta R2             | 3:12:23.2 | 6:21.7   | 0        |
| 5.          | Molly Taylor        | Sebastian Marshall  | Ford Fiesta R2             | 3:24:06.0 | 18:04.5  | 10       |
| 6.          | Timo van der Marel  | Erwin Berkhof       | Ford Fiesta R2             | 3:36:39.3 | 30:37.8  | 8        |
| 7.          | Miko-Ove Niinemäe   | Timo Kasesalu       | Ford Fiesta R2             | 3:38:49.0 | 32:47.5  | 6        |
| 8.          | Fredrik Åhlin       | Bjorn Nilsson       | Ford Fiesta R2             | 3:42:34.7 | 36:33.2  | 4        |

### Prove speciali
| Giorno                    | Prova | Ora   | Nome                      | Lunghezza | Vincitore                          | Tempo   | V. media    | Leader del rally |
| ------------------------- | ----- | ----- | ------------------------- | --------- | ---------------------------------- | ------- | ----------- | ---------------- |
| Frazione 1 (30 settembre) | PS1   | 7:48  | Klevener 1                | 9.68 km   | Sébastien Loeb                     | 5:41.7  | 101.98 km/h | Sébastien Loeb   |
| Frazione 1 (30 settembre) | PS2   | 8:14  | Ungersberg 1              | 15.45 km  | Sébastien Ogier                    | 9:03.5  | 102.34 km/h | Sébastien Loeb   |
| Frazione 1 (30 settembre) | PS3   | 9:19  | Pays d'Ormont 1           | 36.00 km  | Sébastien Ogier                    | 19:26.7 | 111.08 km/h | Sébastien Ogier  |
| Frazione 1 (30 settembre) | PS4   | 10:12 | Salm 1                    | 13.06 km  | Jari-Matti Latvala                 | 7:03.1  | 111.12 km/h | Sébastien Ogier  |
| Frazione 1 (30 settembre) | PS5   | 13:23 | Klevener 2                | 9.68 km   | Sébastien Ogier                    | 5:42.7  | 101.69 km/h | Sébastien Ogier  |
| Frazione 1 (30 settembre) | PS6   | 13:49 | Ungersberg 2              | 15.45 km  | Dani Sordo Petter Solberg          | 9:04.9  | 102.07 km/h | Sébastien Ogier  |
| Frazione 1 (30 settembre) | PS7   | 14:54 | Pays d'Ormont 2           | 36.00 km  | Petter Solberg                     | 19:33.4 | 110.45 km/h | Petter Solberg   |
| Frazione 1 (30 settembre) | PS8   | 15:47 | Salm 2                    | 13.06 km  | Dani Sordo                         | 7:03.8  | 110.94 km/h | Dani Sordo       |
| Frazione 2 (1º ottobre)   | PS9   | 8:23  | Hohlandsbourg 1           | 9.87 km   | Sébastien Ogier                    | 5:19.6  | 111.18 km/h | Dani Sordo       |
| Frazione 2 (1º ottobre)   | PS10  | 8:41  | Firstplan 1               | 16.50 km  | Petter Solberg                     | 8:18.0  | 119.28 km/h | Petter Solberg   |
| Frazione 2 (1º ottobre)   | PS11  | 9:10  | Vallée de Munster 1       | 22.26 km  | Sébastien Ogier                    | 11:15.0 | 118.72 km/h | Sébastien Ogier  |
| Frazione 2 (1º ottobre)   | PS12  | 10:33 | Grand Ballon 1            | 24.02 km  | Dani Sordo                         | 13:28.1 | 107.01 km/h | Dani Sordo       |
| Frazione 2 (1º ottobre)   | PS13  | 13:02 | Hohlandsbourg 2           | 9.87 km   | Petter Solberg Sébastien Ogier     | 5:24.4  | 109.53 km/h | Sébastien Ogier  |
| Frazione 2 (1º ottobre)   | PS14  | 13:20 | Firstplan 2               | 16.50 km  | Sébastien Ogier                    | 8:16.3  | 119.69 km/h | Sébastien Ogier  |
| Frazione 2 (1º ottobre)   | PS15  | 13:49 | Vallée de Munster 2       | 22.26 km  | Sébastien Ogier                    | 11:17.6 | 118.26 km/h | Sébastien Ogier  |
| Frazione 2 (1º ottobre)   | PS16  | 15:12 | Grand Ballon 2            | 24.02 km  | Jari-Matti Latvala                 | 13:31.5 | 106.56 km/h | Sébastien Ogier  |
| Frazione 2 (1º ottobre)   | PS17  | 16:56 | Mulhouse                  | 3.09 km   | Sébastien Ogier                    | 2:21.9  | 78.39 km/h  | Sébastien Ogier  |
| Frazione 3 (2 ottobre)    | PS18  | 7:18  | Gravière de Bischwiller 1 | 5.52 km   | Jari-Matti Latvala                 | 2:51.0  | 116.21 km/h | Sébastien Ogier  |
| Frazione 3 (2 ottobre)    | PS19  | 8:27  | Vignoble de Cleebourg 1   | 10.61 km  | Dani Sordo                         | 5:54.6  | 107.71 km/h | Sébastien Ogier  |
| Frazione 3 (2 ottobre)    | PS20  | 9:48  | Haguenau 1                | 4.20 km   | Jari-Matti Latvala                 | 3:11.6  | 78.91 km/h  | Sébastien Ogier  |
| Frazione 3 (2 ottobre)    | PS21  | 10:18 | Gravière de Bischwiller 2 | 5.52 km   | Jari-Matti Latvala                 | 2:47.2  | 118.85 km/h | Sébastien Ogier  |
| Frazione 3 (2 ottobre)    | PS22  | 11:27 | Vignoble de Cleebourg 2   | 10.61 km  | Sébastien Ogier Jari-Matti Latvala | 5:50.3  | 109.04 km/h | Sébastien Ogier  |
| Frazione 3 (2 ottobre)    | PS23  | 13:08 | Haguenau 2 (Power stage)  | 4.20 km   | Jari-Matti Latvala                 | 3:09.4  | 79.83 km/h  | Sébastien Ogier  |

### Power Stage
La "Power stage" è stata una prova in diretta televisiva della lunghezza di 4.20 km, che si è disputata alla fine del rally a Haguenau.
| Pos | Pilota             | Tempo  | Distacco | V. media   | Punti |
| --- | ------------------ | ------ | -------- | ---------- | ----- |
| 1   | Jari-Matti Latvala | 3:09.4 | 0.0      | 79.83 km/h | 3     |
| 2   | Dani Sordo         | 3:11.5 | 2.1      | 78.95 km/h | 2     |
| 3   | Sébastien Ogier    | 3:11.9 | 2.5      | 78.79 km/h | 1     |

## Classifiche Mondiali

### Piloti
| Pos | Pilota                   | Punti |
| --- | ------------------------ | ----- |
| 1   | Sébastien Loeb           | 196   |
| 2   | Mikko Hirvonen           | 196   |
| 3   | Sébastien Ogier          | 193   |
| 4   | Jari-Matti Latvala       | 131   |
| 5   | Petter Solberg           | 110   |
| 6   | Mads Østberg             | 62    |
| 7   | Matthew Wilson           | 53    |
| 8   | Dani Sordo               | 43    |
| 9   | Henning Solberg          | 40    |
| 10  | Kimi Räikkönen           | 34    |
| 11  | Federico Villagra        | 20    |
| 12  | Khalid Al Qassimi        | 15    |
| 13  | Dennis Kuipers           | 15    |
| 14  | Juho Hänninen            | 13    |
| 15  | Hayden Paddon            | 10    |
| 16  | Martin Prokop            | 7     |
| 17  | Ott Tänak                | 7     |
| 18  | Per-Gunnar Andersson     | 6     |
| 19  | Michał Kościuszko        | 6     |
| 20  | Armindo Araújo           | 4     |
| 21  | Oleksandr Saliuk Jr.     | 4     |
| 22  | Ken Block                | 4     |
| 23  | Peter van Merksteijn Jr. | 2     |
| 24  | Benito Guerra            | 2     |
| 25  | Pierre Campana           | 2     |
| 26  | Bernardo Sousa           | 1     |
| 27  | Patrik Flodin            | 1     |

### Costruttori
| Pos | Team                                  | Punti |
| --- | ------------------------------------- | ----- |
| 1   | Citroën Total World Rally Team        | 372   |
| 2   | Ford Abu Dhabi World Rally Team       | 318   |
| 3   | M-Sport Stobart Ford World Rally Team | 133   |
| 4   | Petter Solberg World Rally Team       | 98    |
| 5   | FERM Power Tools World Rally Team     | 34    |
| 6   | Team Abu Dhabi                        | 34    |
| 7   | Munchi's Ford World Rally Team        | 32    |
| 8   | Monster World Rally Team              | 19    |
| 9   | Van Merksteijn Motorsport             | 12    |
| 10  | Brazil World Rally Team               | 1     |
|     | ICE 1 Racing                          | SQ    |

### Piloti S-WRC
| Pos | Pilota              | Punti |
| --- | ------------------- | ----- |
| 1   | Juho Hänninen       | 108   |
| 2   | Ott Tänak           | 105   |
| 3   | Martin Prokop       | 91    |
| 4   | Bernardo Sousa      | 67    |
| 5   | Karl Kruuda         | 58    |
| 6   | Hermann Gassner Jr. | 55    |
| 7   | Frigyes Turán       | 46    |
| 8   | Nasser Al-Attiyah   | 38    |
| 9   | Eyvind Brynildsen   | 34    |
| 10  | Albert Llovera      | 14    |
| 11  | Julien Maurin       | 8     |
| 12  | Juha Salo           | 4     |
| 13  | Felix Herbold       | 2     |

### Piloti WRC Academy
| Pos | Pilota              | Punti |
| --- | ------------------- | ----- |
| 1   | Egon Kaur           | 92    |
| 2   | Craig Breen         | 72    |
| 3   | Yeray Lemes         | 56    |
| 4   | Alastair Fisher     | 46    |
| 5   | Brendan Reeves      | 36    |
| 6   | Jan Černý           | 33    |
| 7   | José Suárez         | 32    |
| 8   | Andrea Crugnola     | 31    |
| 9   | Fredrik Åhlin       | 29    |
| 10  | Timo van den Marel  | 25    |
| 11  | Christian Riedemann | 21    |
| 12  | Miko-Ove Niinemäe   | 16    |
| 13  | Molly Taylor        | 16    |
| 14  | Miguel Baldoni      | 1     |